# گوتاناسار
گوتاناسار (ارمنی: Գութանասար) کوه آتشفشانی خاموشی است که در نزدیکی فانتان در استان کوتایک، ارمنستان واقع شده‌است و ۲٬۲۹۹ متر از سطح دریا ارتفاع دارد. کلیسای کوچکی در پایین این کوه وجود داشته و شهرهای فانتان و آلاپارس در نزدیکی آن قرار دارند.
گوتاناسار یک آتشفشان است که در منطقه آتشفشانی رشته‌کوه گقام قرار دارد و به نظر می‌رسد مجرای تغذیه آتشفشانی مشترک دارند. سن‌سنجی آرگون ۳۹ و ۴۰ از جریان‌های گدازه آن نشان می‌دهد که آخرین فوران آن حدود ۲۰۰٬۰۰۰ سال پیش روی داده و یکی از منابع ابسیدین در سایت‌های باستان‌شناختی ارمنستان بوده‌است.

## نگارخانه

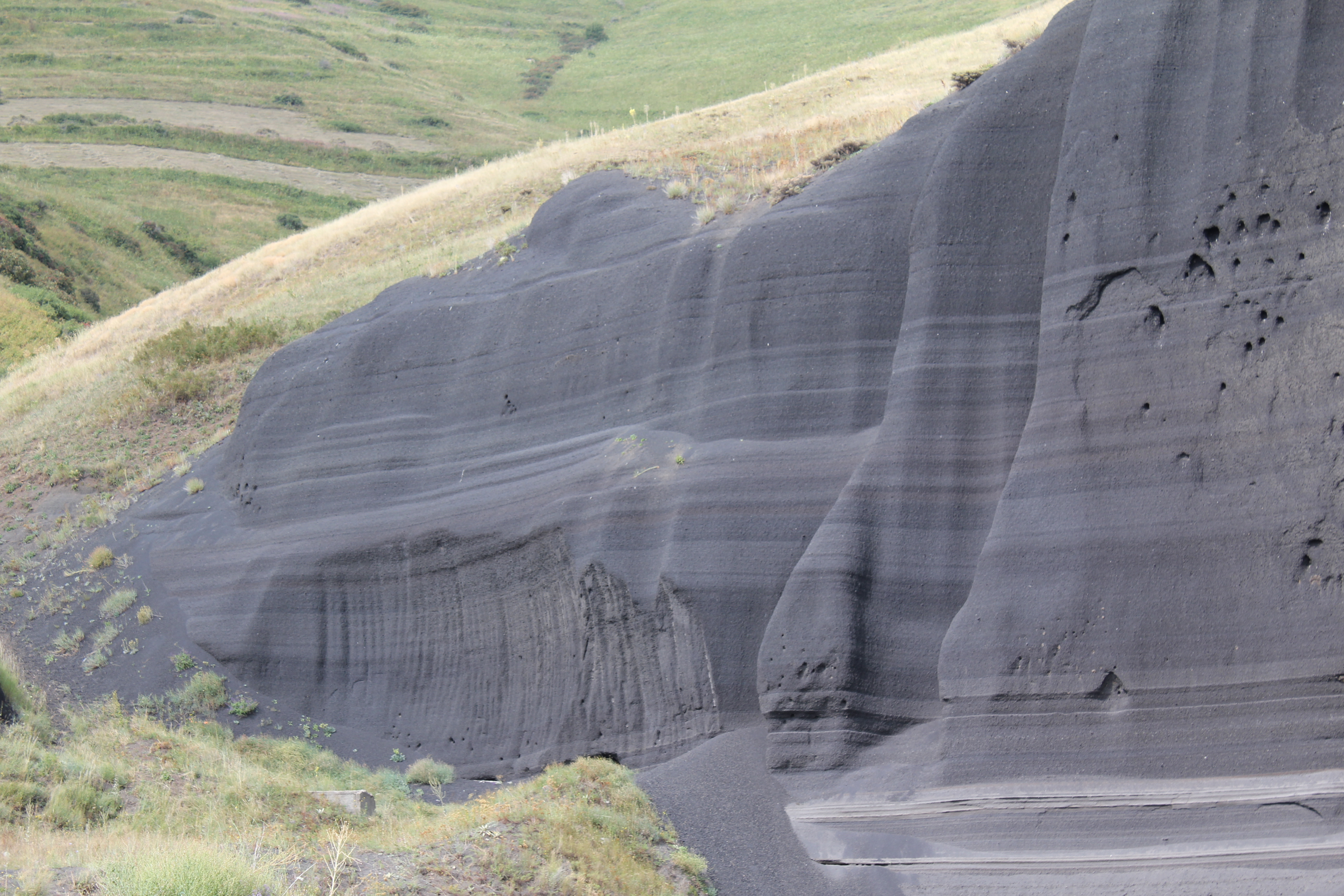
گدازه‌های گوتاناسار
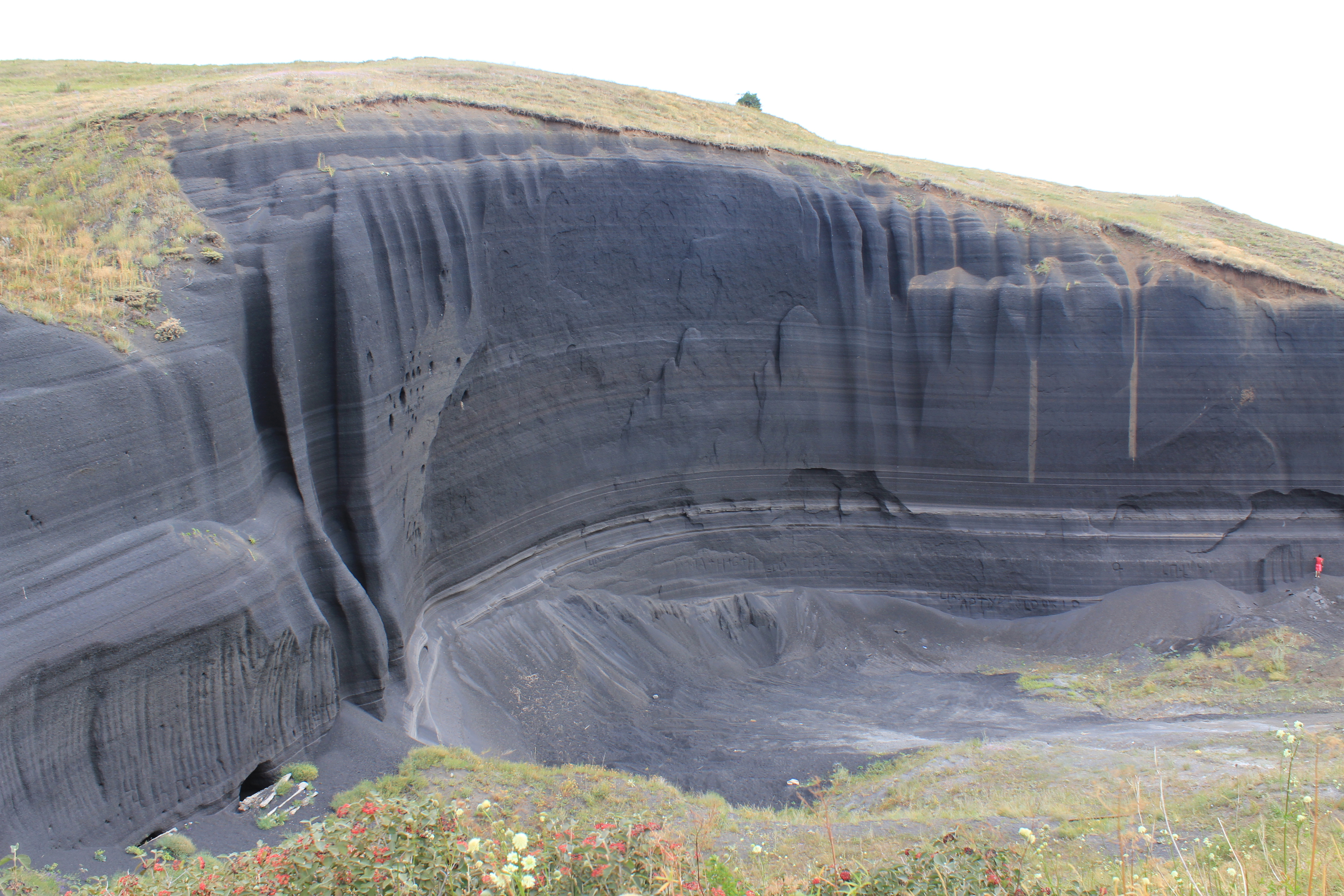
گدازه‌های گوتاناسار
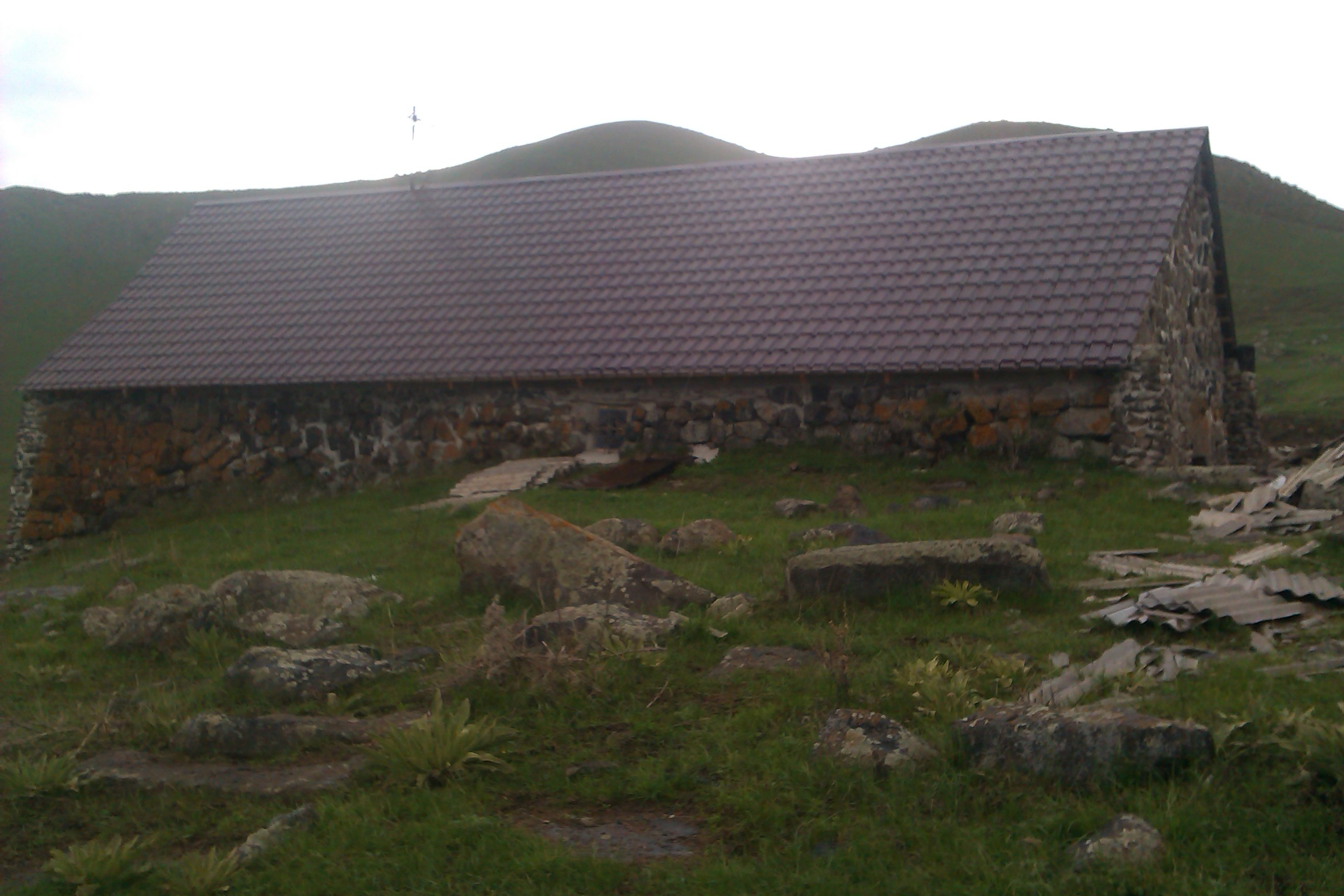
کلیسای پایین کوه